# Зерноїд сивий
Зерноїд сивий (Sporophila plumbea) — вид горобцеподібних птахів родини саякових (Thraupidae). Мешкає в Південній Америці.

## Опис
Довжина птаха становить 10,5-11 см, вага 8,8-12 г. Виду притаманний статевий диморфізм. Самці мають сіре або сизувате забарвлення, нижня частина тіла у них світліша, під очима білі плямки у формі півмісяця. Горло біле, крила чорні з невеликими білими "дзеркальцями", хвости чорнуваті. Самиці мають переважно коричнювате забарвлення, нижня частина тіла у них світліша. Дзьоб великий, міцний, в залежності від підвиду може мати чорне, сіре або жовтувате забарвлення.

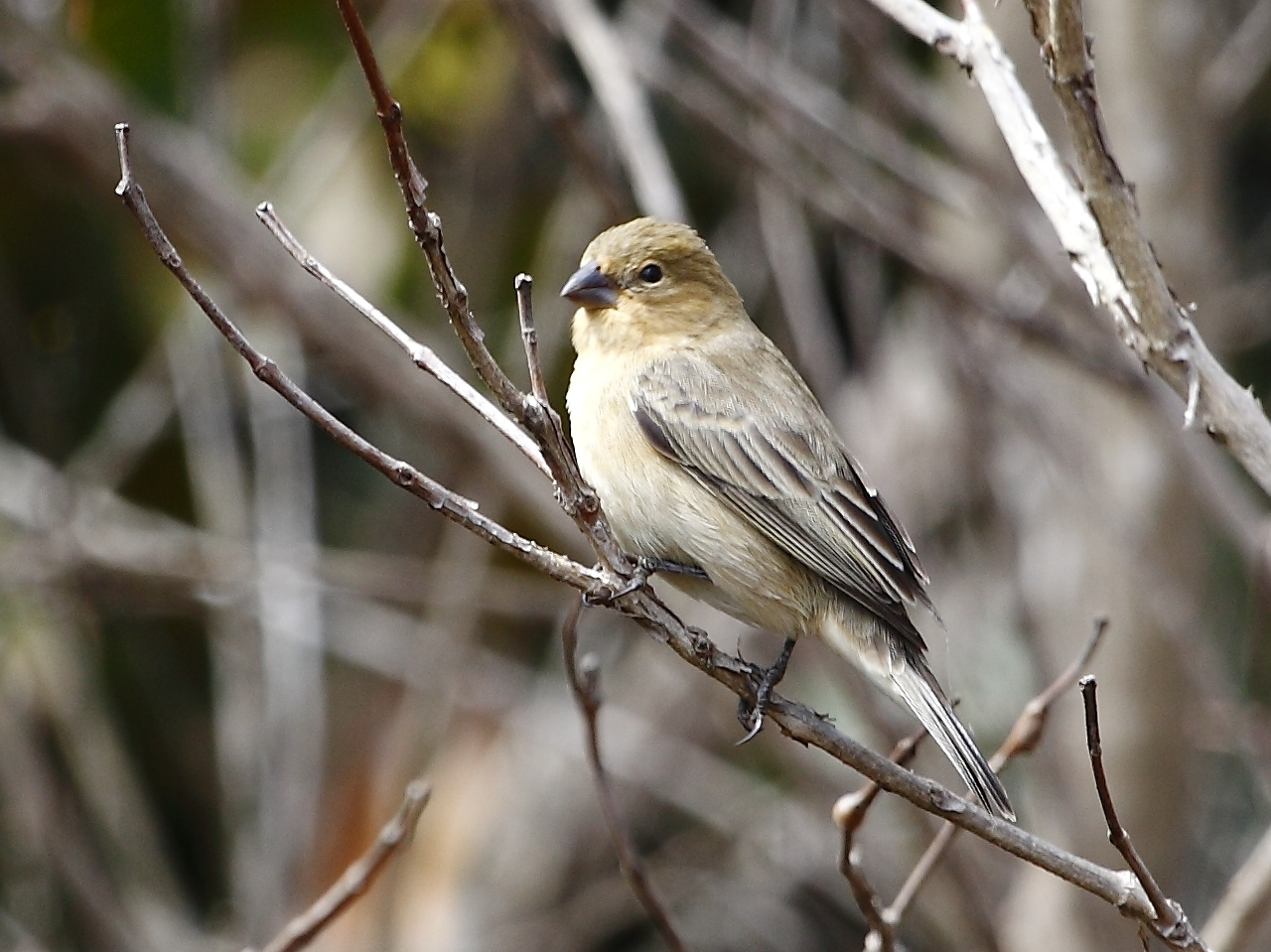
Самиця сивого зерноїда

## Підвиди
Виділяють три підвиди:
- S. p. colombiana (Sharpe, 1888) — північ Колумбії (південь Чоко, долина річки Магдалена і гірський масив Сьєрра-Невада-де-Санта-Марта;
- S. p. whiteleyana (Sharpe, 1888) — північно-західна, північна і центральна Венесуела, східна Колумбія, Гвіана і північна Бразилія (від Рорайми і Амапи до гирла Амазонки);
- S. p. plumbea (Wied-Neuwied, 1830) — крайній південний схід Перу, північна Болівія, центральна і південна Бразилія (від Мату-Гросу на схід до Піауї і центральної Баїї, на південь до Парани та до півночі штату Ріу-Гранді-ду-Сул), схід Парагваю і північний схід Аргентини (Місьйонес).

Тропейровий зерноїд раніше вважався конспецифічним з сивим зерноїдом, однак був визнаний окремим видом у 2013 році.

## Поширення і екологія
Сиві зерноїди мешкають в Колумбії, Венесуелі, Гаяні, Суринамі, Французькій Гвіані, Бразилії, Перу, Болівії, Парагваї і Аргентині. Вони живуть в саванах серрадо, льяносі, на луках, зокрема на заплавних та на пасовищах. Зустрічаються на висоті до 1500 м над рівнем моря. Приєднуються до змішаних зграй птахів. Живляться зерном.